# 柿生青少年柔道会
柿生青少年柔道会（かきおせいしょうねんじゅうどうかい）は、神奈川県川崎市上麻生柿生にある手づくりで建設された地域密着の町道場。

## 会の理念（目的）
広く地域の青少年に柔道を通じて健全育成（心身鍛錬・健康で明るい人間形成）と柔道普及に寄与するため、柔道創始者の嘉納治五郎の教えである「精力善用」「自他共栄」の精神を学ぶ。指導員は全員ボランティアとして活動。全日本柔道選手の高木海帆は、7歳で柔道会に入会し在席。

## 道場の歩み（年譜）
- 1968年（昭和43年）6月 - 稲田青少年柔道会柿生支部として発足、柿生小学校体育館で発会式
- 1969年（昭和44年）6月 - 柿生青少年柔道会と改名し川崎市柔道協会に加盟
- 1970年（昭和45年）5月 - 創立3周年記念柔道大会開催、柿生小学校体育館にて3団体合同で紅白試合
- 1972年（昭和47年）
  - 8月 - 創立5周年記念柔道大会開催
  - 10月 - 父兄会発足
- 1973年（昭和48年）6月 - 野外柔道大会開催。こどもの国第二キャンプ場にて畳を持ち込み実施（昭和50年まで3回開催）。
- 1975年（昭和50年）
  - 6月 - 神奈川青少年柔道協議会を奈良柔道会・渡辺道場（長津田体育館）と結成
  - 7月 - 道場（柿生武道館）建設プロジェクトに着手、建設予定地の確保・資金調達・建築資材の調達・支援先工務店の確保・建築段取り・要員調達・工程表の展開・指南役（棟方）等の目処を立てた
  - 12月 - 建設着工、現場の土地造成と基礎工事・建材流用の倉庫解体と運搬・棟上・壁仕上・屋根吹上・内装工事・畳搬入等、会員の松下が総括として指揮にあたった。近所の山内工務店（社長）に棟上げと段取り等を依頼。建材活用から倉庫建屋の解体と運搬は怪我もなく行われた
- 1976年（昭和51年）
  - 3月 - 道場（柿生武道館）完成
  - 4月 - 神奈川青少年柔道協議会主催　第一回野外柔道大会をこどもの国中央広場にて開催、大量の畳をトラックで運び準備した一大イベントであった（昭和53年まで3回開催）。
  - 12月 - 優秀選手の表彰制度を開始。
- 1977年（昭和52年）10月 - 創立10周年記念柔道大会開催。参加9団体。
- 1979年（昭和54年）
  - 3月 - 植樹祭、道場脇の麻生川護岸にソメイヨシノ10本を子供たちと植樹。今では、各団体を毎年招き練成稽古後に花見を開催。2010年フィンランドの柔道家Olli Paasimaa親子が参加し、日本の文化や風習の一つである花見を先方が所属するハメーンリンナ柔道クラブのブログに、日本での体験記の一連として紹介された。
  - 6月 - この年、第1回多摩川クリーン作戦の美化運動に参加した。この奉仕活動は、青少年健全育成にも寄与しており、会員中心（役員・指導員・親子・兄弟）に毎年大勢参加している。河川敷の掃除終了後、バーベキュー、体力テスト、野球他の行事が行なわれる。
  - 8月 - 全日本少年柔道団体対抗優勝大会（主催：京都練心会、会場：京都府立体育館、師範：堀部正一）に参加。昭和55年まで続く。
- 1980年（昭和55年）4月 - 柿生武道館落成5周年記念柔道大会開催
- 1981年（昭和56年）12月 - 柔道会有段者会発足（会員28名）
- 1982年（昭和57年）6月 - 会長の松澤彰、受賞祝賀会　多摩防犯協会の諸活動と青少年非行防止・健全育成に尽力した功績が認められ多摩防犯協会長、多摩警察署長より感謝状を授与される。
- 1983年（昭和58年）
  - 3月 - 神奈川県スポーツ少年団より優良団体賞受賞
  - 10月 - 柿親善合同練成会を市島道場・樽町柔道クラブと行う。
  - 12月 - 神奈川県スポーツ少年団より松澤彰が表彰される。
- 1986年（昭和61年）
  - 4月 - 親善合同練成会開催、市島道場、樽町柔道クラブ、河野医研柔道部参加、後に4月のお花見練成会に引き継がれる。
  - 5月17日 - 神奈川県高等学校総合体育大会柔道競技県予選（通称：インターハイ県予選　県立武道館にて）で、松澤章一（日大藤沢・軽量級）が優勝した。
  - 8月 - 全国高等学校総合体育大会柔道競技が山口県徳山市で行われた。8月4日松澤章一は三回戦で敗退するも当柔道会発足以来初のインターハイ出場となった。成績は全国ベスト16位にランクされた。
  - 8月24日 - 関東オープン柔道大会（講道館にて） 松澤嘉信（日大藤沢・71kg級）が優勝した。
  - 10月 - 麻生スポーツセンター武道室にて第19回秋季柔道大会開催。
- 1987年（昭和62年）6月 - 創立20周年記念少年柔道大会開催、麻生スポーツセンターにて参加22団体
- 1992年（平成4年）
  - 6月 - 美化運動実施麻生支部より感謝状授与。多摩川クリーン作戦や町内会の美化運動に長年取り組んできたことが認められた。
  - 8月 - 創立25周年記念柔道大会開催、参加14団体
- 1997年（平成9年）
  - 1月 - 1月26日 講道館柔道六段証書伝達式・祝賀会が関東柔道連盟（埼玉県）より行われ松澤彰が昇段した。
  - 3月 - 神奈川県スポーツ少年団より松澤彰が表彰を受ける。長年スポーツ少年団の指導者として、少年団の健全育成と少年スポーツ活動に貢献したことが評価される。
  - 9月 - 創立30周年記念少年柔道大会開催、麻生スポーツセンターにて参加15団体、祝賀式典をシノワーズにて開催。「30周年記念誌」発行。
- 2000年（平成12年）2月20日 - テレビ東京で放送されていた青少年向き番組『勇気のメダル』（9:00-9:30）にて柔道会が取り上げられた。当年現役を引退し指導者になったオリンピック柔道金メダリストの古賀稔彦がゲストで、勇気のメダルを子供たちがかけてもらった。
- 2002年（平成14年）11月 - 日本体育協会スポーツ少年団[1]より（模範となる顕著な成績とスポーツ振興に貢献）表彰
- 2004年（平成16年）2月 - 神奈川県スポーツ少年団より表彰
- 2005年（平成17年）
  - 4月 - 全国柔道高段者大会[2]20回出場表彰（当会長）
  - 5月 - 明治神宮参集殿にて、平成17年度日本善行会[3]より日本善行表彰。
- 2006年（平成18年）
  - 2月 - 全日本柔道普及会[4]より表彰
  - 6月 - フランスの中部古都トゥール（Tours）市で、第8回世界マスターズ柔道フランス大会が開催され当柔道会より、興梠重徳（現師範）が参加しM8・60kg級で銀メダルを獲得した。現地フランス紙のスポーツ面にトップで決勝の模様（巴投げのシーン）が掲載され日本人高齢者（高段者）の柔道が報道された（jeudi 29 juin 2006 LA NOUVELLE REPUBLIQUE）。
  - 8月 - 第55回全国高等学校総合体育大会（通称：インターハイ）堺市金岡公園体育館にて柔道会所属の高木海帆選手が一年生ながら個人100キロ級で優勝。山下泰裕以来、史上2人目となった。
- 2008年（平成20年）
  - 1月 - 神奈川県庁舎にて、神奈川県体育功労賞表彰[5]（川崎市教育委員会より推薦）。
  - 9月 - 創立40周年記念少年柔道大会開催、麻生スポーツセンターにて参加10団体、祝賀式典をレストランあさおにて開催、「40周年記念誌発行」、参加団体：向原柔道クラブ、樽町柔道クラブ、小山田館高橋道場、養生館清水道場、内匠道場、麻生スポーツセンター柔道教室、白鳥柔道クラブ、千早柔道会、綾瀬柔道会
- 2010年（平成22年）4月〜6月 - 国際柔道大会元銅メダリストOlli Paasimaa[6]（フィンランドハメーンリンナ市　段位講道館5段）が来日。
- 2011年（平成23年）10月 - 文部科学大臣生涯スポーツ優良団体表彰[7]10月7日文部科学省授与式は、中央合同庁舎にて中川文部科学大臣より表彰。
- 2012年（平成24年）
  - 1月 - この年最初の行事「武道始め」を道場にて開催。琴平神社宮司の御祓と玉串拝礼（奉納）を行なった後、会長より昨年の大会を通して活躍した選手に表彰状と記念の楯が贈られた。
  - 4月1日、道場にて、審判講習会と安全指導の勉強会を座学と実技を交え確認。
  - 4月8日、毎年開催のお花見練成会を実施。30年の長きに渡り交流と親睦を深める町道場同士「向原柔道クラブ（東京目黒区）」、「樽町柔道クラブ（港北区）」を招き錬成稽古。昼から恒例の花見を道場脇の麻生川沿いの桜並木の特設会場で、子供たちの保護者を交え総勢150人で懇親。
  - 6月3日、34回目の多摩川美化運動に参加。
  - 9月18日、平成25年度川崎市文化賞・スポーツ賞[8]の受賞が発表された。川崎市HP（文化賞等にて掲載）柔道を通して青少年健全育成や、長年地域への奉仕活動等が評価された。授与式は、11月7日 川崎市国際交流センターにて（会長夫妻・副会長夫妻・関係者出席）。
- 2013年（平成25年）12月 - アジア文化社「文芸思潮」編集部が45歳以上を対象に募集した第10回 銀華文学賞[9]において、当柔道会所属の乾 達也が「入選」を受賞。自身の経験をもとにして書いたフィクション「その男ZUMBAを踊る」が評価された。
- 2014年（平成26年）2月 - 神奈川県スポーツ少年団より少年団創設50周年記念 優秀団体・功労者表彰 授与式は2月22日茅ヶ崎市民文化会館にて。
- 現在に至る。

## 道場建設に至った経緯
昭和43年、柔道会が発足し活動を始めるが専用の道場が無く、稽古場の確保に苦慮し会の存続も危ぶまれていた。制約が無くいつでも稽古させたいとの願いから、昭和50年に道場建設プロジェクトをスタート。建設地は、当時の顧問に相談し借用可能な土地の提供者にたどり着くが、下見に行くとそこは大量のゴミ山。撤去が終わると十分な広さの土地が現れた。
建設資金は、会員からのカンパと地元商店会・有力者に出向き支援の理解を得る。建築資材の調達は、解体待ちの倉庫建屋（建材の再利用）を無償で譲り受けられる話を取り付けた。ただし、倉庫の解体から運搬は自前でとのこと。役員と会員の保護者がにわか解体業者になり、倉庫をなんとか解体してダンプに積んで運んだ。解体した古材の古釘を抜く作業に1週間を費す。
建設地は麻生川沿いの傾斜地だったため、土地の造成中に出た膨大な残土と格闘しつつ、道場建築を開始。段取りと要の棟上げは地元の工務店に依頼し、基礎工事、屋根、壁塗は役員の左官職人が陣頭指揮を取った。
1976年（昭和51年）3月28日に落成式を迎える。木造モルタル平屋建100平米の道場が柿生武道館として完成。解体時に再利用のため番号を付した古材の柱が、道場を支える屋台骨となった。

## 武道館（道場）設備
- 稽古場48畳＋観客桟敷20名程併設
- 完全冷暖房完備（200Vパワーエアコン2台・壁付け扇風機2台）
- 道場内天井吊り下げロープ2本（腕力強化用）
- 道場内姿鏡2枚
- 室内掲示板
- 更衣室・シャワー室・洋式トイレ（手洗い付き）・下足箱
- ミーテング室完備（テーブル・ソファー・TV・VTR・PC・固定電話＆FAX）
- 炊事室完備（大型冷蔵庫1台・食器棚・水道・ガスコンロ）
- 建坪平屋：125平米（ミーティング室・炊事室の増築部分含む）
- 敷地内収納倉庫有り

## 交通アクセス
- 小田急電鉄小田原線柿生駅より徒歩8分
- 東京急行電鉄田園都市線市が尾駅よりバスで20分